# Promenada nadwarciańska w Śremie

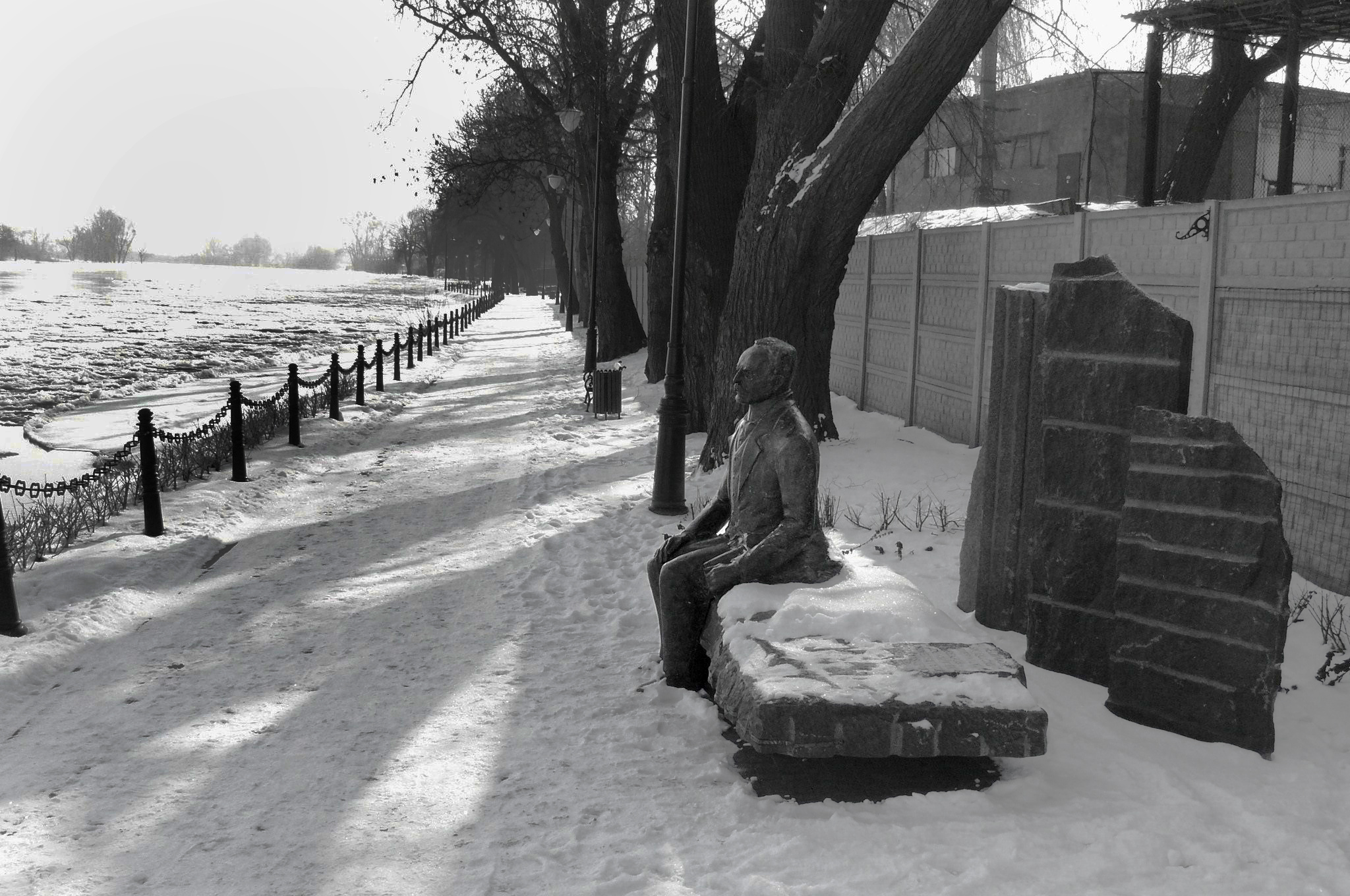
Promenada i Ławeczka Heliodora Święcickiego

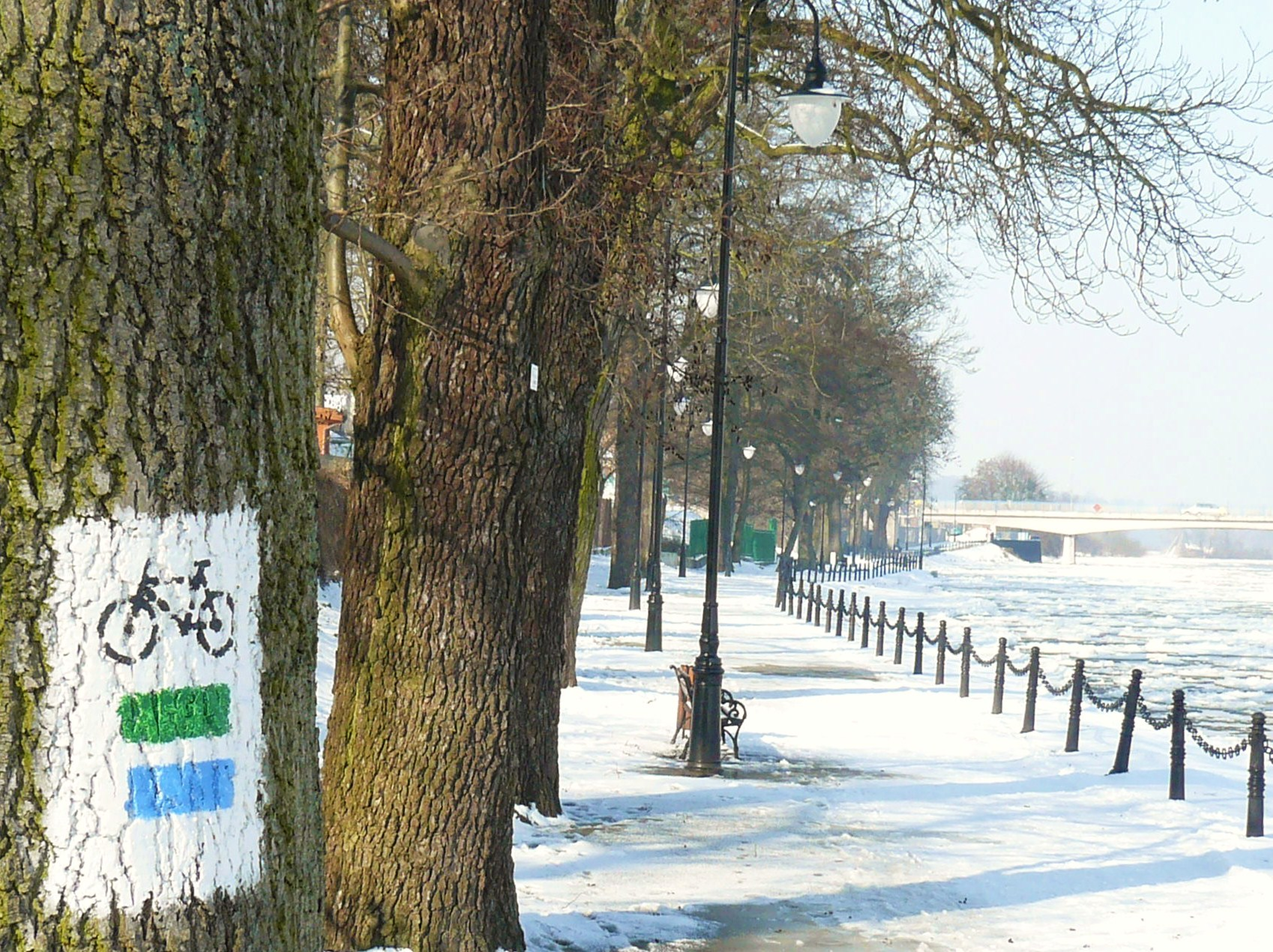
Promenada – szlaki rowerowe

Promenada nadwarciańska w Śremie – 810-metrowa promenada nad południowym brzegiem Warty na terenie centrum Śremu, pomiędzy Mostem 23 Stycznia, a ul. Mickiewicza. W zasadzie jest to ciąg pieszy, utwardzony, jedynie na skrajnie wschodnim odcinku przechodzi w ulicę, prowadzącą do ośrodka opiekuńczego, dawnego klasztoru.
Promenada otwarta została po rewitalizacji 6 czerwca 2009. Projektantem był Maciej Fajfer z Mosiny. Jej obecny charakter nawiązuje do rozwiązań z początków XX wieku, kiedy to była bardzo popularnym ciągiem spacerowym (otwarcie poprzedniej promenady nastąpiło w 1887). Od Warty oddziela ją pasmo słupków żeliwnych z łańcuchami. W założeniu ma mieć charakter nie tylko spacerowy, ale także kulturalny – łączy Bibliotekę Publiczną, Muzeum Śremskie (podczas rewitalizacji wykonano zejście od strony tej placówki) i Śremski Ośrodek Kultury. Przy promenadzie ustawione są pomniki:
- Ławeczka Heliodora Święcickiego,
- Ławeczka ks. Piotra Wawrzyniaka,
- Ławeczka 50-lecia Odlewni Żeliwa w Śremie,
- Pomnik Jerzego Jurgi.

Przy Promenadzie znajdują się pomniki przyrody: jesiony wyniosłe (m.in. o imionach Piotr, Krzysztof i Tomasz) i olsze czarne (m.in. Małgorzata, Agnieszka, Katarzyna i Anna). Są to pozostałości bujnej niegdyś zieleni porastającej terasy nad Wartą, w tym lasów łęgowych. Oprócz tego rosną tutaj stare wiązy szypułkowe, topole czarne, lipy drobnolistne i topole białe. Na rzece, przy wschodnim krańcu traktu, znajdują się miejsca gniazdowania ptactwa wodnego. W tym też rejonie urządzono plac zabaw dla dzieci. Nad ciągiem wznosi się punkt widokowy przy Muzeum Śremskim w formie imitacji bastionu.
Promenadą przebiegają dwa szlaki rowerowe – niebieski i zielony.